# België op de Paralympische Zomerspelen 1996
België nam deel aan de Paralympische Zomerspelen 1996 in Atlanta, Verenigde Staten. 

## Medailleoverzicht
| Sport       | Olympiër             | Discipline                       | Medaille |
| ----------- | -------------------- | -------------------------------- | -------- |
| Atletiek    | Gino De Keersmaeker  | Discuswerpen F42 (m)             | Goud     |
| Atletiek    | Marianne van Brussel | Speerwerpen F10-11 (v)           | Goud     |
| Atletiek    | Steve Orens          | 800 m T52 (m)                    | Goud     |
| Atletiek    | Thierry Daubresse    | Kogelstoten F42 (m)              | Goud     |
| Tafeltennis | Ingrid Borre         | Individueel Klasse 6-8 (v)       | Goud     |
| Wielersport | Guy Culot            | weg tijdrit 1,500 m CP Div 2 (g) | Goud     |
| Zwemmen     | Carine van Puyvelde  | 100 m Schoolslag B2 (v)          | Goud     |
| Zwemmen     | Carine van Puyvelde  | 200 m Schoolslag B2 (v)          | Goud     |
|             |                      |                                  |          |
| Atletiek    | Alex Hermans         | Kogelstoten F35 (m)              | Zilver   |
| Atletiek    | Kurt Van Raefelghem  | Vijfkamp F12 (m)                 | Zilver   |
| Atletiek    | Steve Orens          | 5000 m T52-53 (m)                | Zilver   |
| Atletiek    | Steve Orens          | 10.000 m T52-53 (m)              | Zilver   |
| Tafeltennis | Dimitri Ghion        | Open Klasse 1-5 (m)              | Zilver   |
| Tafeltennis | Ingrid Borre         | Open Klasse 6-10 (v)             | Zilver   |
| Wielersport | Guy Culot            | weg tijdrit 5,000 m CP Div 2 (g) | Zilver   |
| Zwemmen     | Sabrina Bellavia     | 50 m Vrije Slag S9 (v)           | Zilver   |
| Zwemmen     | Sebastian Xhrouet    | 200 m Wisselslag SM6 (m)         | Zilver   |
| Zwemmen     | Sebastian Xhrouet    | 400 m Vrije Slag S7 (m)          | Zilver   |
|             |                      |                                  |          |
| Atletiek    | Benny Govaerts       | Hardlopen 5000 m T34-37 (m)      | Brons    |
| Atletiek    | Kurt Van Raefelghem  | Verspringen F12(m)               | Brons    |
| Boccia      | Paul Driesen         | Individueel C1 wad (g)           | Brons    |
| Tafeltennis | Marie-Line Pollet    | Individueel Klasse 3 (v)         | Brons    |
| Zwemmen     | Sabrina Bellavia     | 100 m Vrije Slag S9 (v)          | Brons    |
| Zwemmen     | Sabrina Bellavia     | 400 m Vrije Slag S9 (v)          | Brons    |

## Deelnemers en resultaten
(m) = mannen, (v) = vrouwen,  (g) = gemengd

### Atletiek
| Paralympiër          | Onderdeel               | Resultaat       | Prestatie  |
| -------------------- | ----------------------- | --------------- | ---------- |
| Alex Hermans         | Discuswerpen F35 (m)    | 4               | 31.92 m    |
| Alex Hermans         | Kogelstoten F35 (m)     | Zilver          | 13.73 m    |
| Benny Govaerts       | 800 m T34-36 (m)        | 7               | 2:22.82 s  |
| Benny Govaerts       | 1500 m T34-37 (m)       | 6               | 4:40.66 s  |
| Benny Govaerts       | 5000 m T34-37 (m)       | Brons           | 17:33.42 s |
| Georges van Damme    | 10.000 m T52-53 (m)     | 9de in de heats | 23:18.90 s |
| Gino De Keersmaeker  | Discuswerpen F42 (m)    | Goud            | 43.26 m    |
| Gino De Keersmaeker  | Kogelstoten F42 (m)     | 5               | 11.28 m    |
| Jan Gosselin         | 10.000 m T10 (m)        | 6               | 36:46.76 s |
| Jan Gosselin         | Marathon T10 (m)        | 8               | 3:34:12 s  |
| Kurt Van Raefelghem  | Verspringen F12 (m)     | Brons           | 6.83 m     |
| Kurt Van Raefelghem  | Vijfkamp F12 (m)        | Zilver          | 3040 pt    |
| Luc Ceulemans        | 5000 m T11 (m)          | 7               | 16:31.03 s |
| Luc Ceulemans        | 10.000 m T11 (m)        | 6               | 35:23.24 s |
| Stanny Appermont     | 1500 m T52-53 (m)       | 7de in de heats | 3:15.82 s  |
| Stanny Appermont     | 5000 m T52-53 (m)       | 5de in de heats | 11:23.30 s |
| Stanny Appermont     | 10.000 m T52-53 (m)     | 7de in de heat  | 22:32.64 s |
| Steve Orens          | 400 m T52 (m)           | 7               | 54.77 s    |
| Steve Orens          | 800 m T52 (m)           | Goud            | 1:41.71 s  |
| Steve Orens          | 5000 m T52-53 (m)       | Zilver          | 10:46.92 s |
| Steve Orens          | 10.000 m T52-53 (m)     | Zilver          | 21:58.40 s |
| Thierry Daubresse    | Discuswerpen F42 (m)    | 5               | 35.66 m    |
| Thierry Daubresse    | Kogelstoten F42 (m)     | Goud            | 11.79 m    |
| Thierry Daubresse    | Speerwerpen F42 (m)     | 6               | 26.64 s    |
|                      |                         |                 |            |
| Marianne van Brussel | Discuswerpen F10-11 (v) | 6               | 30.66 m    |
| Marianne van Brussel | Kogelstoten F10-11 (v)  | 6               | 10.40 m    |
| Marianne van Brussel | Speerwerpen F10-11 (v)  | Goud            | 32.04 m    |

### Bankdrukken
| Paralympiër         | Onderdeel   | Resultaat | Prestatie |
| ------------------- | ----------- | --------- | --------- |
| Carl Muylle         | tot 67.5 kg | 9         | 170 kg    |
| Pierre Vanderheyden | tot 75 kg   | 4         | 180 kg    |

### Boogschieten
| Paralympiër | Onderdeel  | Resultaat   | Prestatie |
| ----------- | ---------- | ----------- | --------- |
| Ludo Maesen | staand (m) | 1/16-Finale | 128 pt    |

### Boccia
| Paralympiër             | Onderdeel              | Resultaat            | Prestatie |
| ----------------------- | ---------------------- | -------------------- | --------- |
| Paul Driesen            | Individueel C1 wad (g) | Brons                |           |
| Kurt Torfs              | Individueel C1 wad (g) | 4de in de groepsfase |           |
| Kurt Torfs Paul Driesen | Duo's C1 wad (g)       | 4de in de groepsfase |           |

### Schietsport
| Paralympiër        | Onderdeel                    | Resultaat | Prestatie |
| ------------------ | ---------------------------- | --------- | --------- |
| Hans Peter Stamper | Lucht Geweer liggend SH2 (g) | 11        | 593 pt    |
| Jan Boonen         | luchtpistool SH1 (m)         | 21        | 549 pt    |
| Jan Boonen         | Vrij Pistool .22 SH1 (g)     | 29        | 485 pt    |
| Jan Boonen         | Sport Pistool SH1 (g)        | 7         | 557 pt    |
| Luc Dessart        | Lucht Geweer 3x40 SH2 (m)    | 20        | 1167 pt   |
| Luc Dessart        | Lucht Geweer liggend SH2 (g) | 19        | 589 pt    |
| Luc Dessart        | Lucht Geweer staand SH2 (g)  | 16        | 587 pt    |

### Tafeltennis
| Paralympiër         | Onderdeel                  | Resultaat            | Prestatie |
| ------------------- | -------------------------- | -------------------- | --------- |
| Alain Le Doux       | Open Klasse 1-5 (m)        | 32ste finales        |           |
| Alain Le Doux       | Individueel Klasse 1 (m)   | 3de in de groepsfase |           |
| Dimitri Ghion       | Open Klasse 1-5 (m)        | Zilver               |           |
| Dimitri Ghion       | Individueel Klasse 4 (m)   | kwartfinales         |           |
| Jean-Marc Pletinckx | Open Klasse 1-5 (m)        | 16de finales         |           |
| Nico Vergeylen      | Open Klasse 6-10 (m)       | 16de finales         |           |
| Robert Lorent       | Open Klasse 1-5 (m)        | 32ste finales        |           |
| Robert Lorent       | Individueel Klasse 3 (m)   | 8ste finales         |           |
| Yves Delwasse       | Open Klasse 1-5 (m)        | 16de finales         |           |
| Yves Delwasse       | Individueel Klasse 3 (m)   | 3de in de groepsfase |           |
|                     |                            |                      |           |
| Ingrid Borre        | Open Klasse 6-10 (v)       | Zilver               |           |
| Ingrid Borre        | Individueel Klasse 6-8 (v) | Goud                 |           |
| Marie-Line Pollet   | Open Klasse 1-5 (v)        | 8ste finales         |           |
| Marie-Line Pollet   | Individueel Klasse 3 (v)   | Brons                |           |

### Tennis
| Paralympiër    | Onderdeel     | Resultaat | Prestatie |
| -------------- | ------------- | --------- | --------- |
| Christel Seyen | enkelspel (v) | 2de ronde |           |

### Wielersport
| Paralympiër                    | Onderdeel                          | Resultaat | Prestatie |
| Baan                           | Baan                               | Baan      | Baan      |
| ------------------------------ | ---------------------------------- | --------- | --------- |
| Luc Festen Dirk Mertens piloot | kilo open (m)                      | 19        | 1:13.211  |
| Luc Festen Dirk Mertens piloot | sprint 200 m open (m)              | 13        | 12.075    |
| Weg                            |                                    |           |           |
| Luc Festen Dirk Mertens piloot | 100/120k open (m)                  | 8         | 2:26:35   |
| Emiel Timmermans               | 65/75k open (g)                    | 14        | 1:50:53   |
| Guy Culot                      | weg tijdrit 1,500 m CP Div 2 (g)   | Goud      | 2:47.00   |
| Guy Culot                      | weg tijdrit 5,000 m m CP Div 2 (g) | Zilver    | 10:24.00  |
| Johan Hardy                    | weg tijdrit 1,500 m CP Div 2 (g)   | 6         | 3:13.00   |
| Johan Hardy                    | weg tijdrit 5,000 m m CP Div 2 (g) | 7         | 13:02.00  |

### Zwemmen
| Paralympiër         | Onderdeel                | Resultaat        | Prestatie         |
| ------------------- | ------------------------ | ---------------- | ----------------- |
| Frederic Delaunoy   | 50 m Vrije Slag S9 (m)   | 7                | 28.56 s           |
| Frederic Delaunoy   | 100 m Schoolslag SB9 (m) | 9de in de heats  | 1:25.29 s         |
| Frederic Delaunoy   | 100 m Vlinderslag S9 (m) | 14de in de heats | 1:16.37 s         |
| Frederic Delaunoy   | 100 m Vrije Slag S9 (m)  | 15de in de heats | 1:04.56 s         |
| Frederic Delaunoy   | 200 m Wisselslag SM9 (m) | dsq              | Gedisqualifiseerd |
| Sebastian Xhrouet   | 100 m Vrije Slag S7 (m)  | 12de in de heats | 1:11.23 s         |
| Sebastian Xhrouet   | 200 m Wisselslag SM6 (m) | Zilver           | 3:00.41 s         |
| Sebastian Xhrouet   | 400 m Vrije Slag S7 (m)  | Zilver           | 5:08.45 s         |
|                     |                          |                  |                   |
| Carine van Puyvelde | 50 m Vrije Slag B2 (v)   | 8                | 33.34 s           |
| Carine van Puyvelde | 100 m Schoolslag B2 (v)  | Goud             | 1:31.00 s         |
| Carine van Puyvelde | 100 m Vrije Slag B2 (v)  | 9de in de heats  | 1:17.02 s         |
| Carine van Puyvelde | 200 m Schoolslag B2 (v)  | Goud             | 3:17.28 s         |
| Sabrina Bellavia    | 50 m Vrije Slag S9 (v)   | Zilver           | 31.56 s           |
| Sabrina Bellavia    | 100 m Schoolslag SB9 (v) | 5                | 1:31.22 s         |
| Sabrina Bellavia    | 100 m Vrije Slag S9 (v)  | Brons            | 1:08.52 s         |
| Sabrina Bellavia    | 200 m Wisselslag SM9 (v) | dsq              | Gedisqualifiseerd |
| Sabrina Bellavia    | 400 m Vrije Slag S9 (v)  | Brons            | 5:05.25 s         |